# アラン・タネール

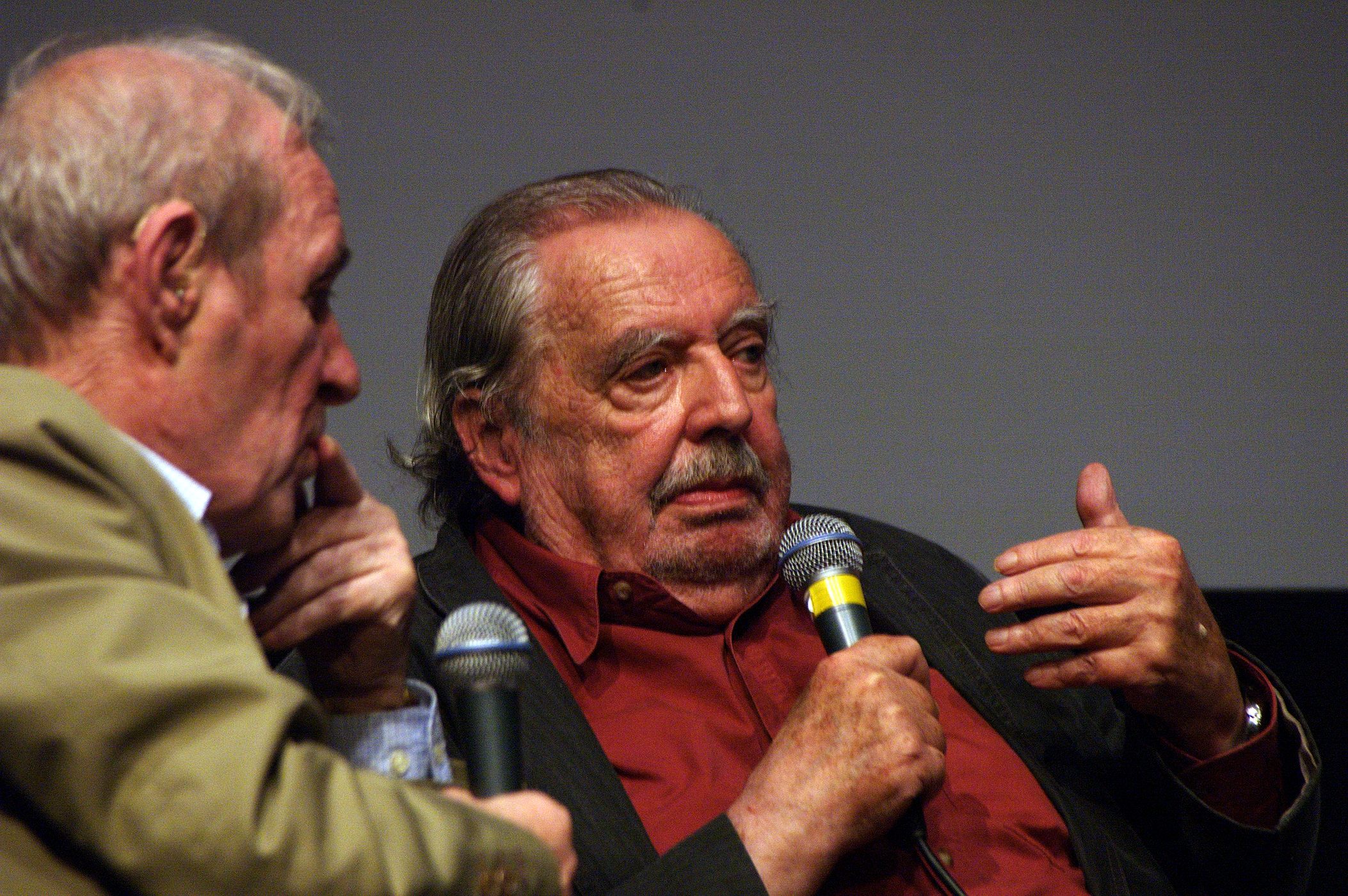
アラン・タネール

アラン・タネール（Alain Tanner、1929年12月6日 - 2022年9月11日)は、スイスの映画監督。

## 来歴・人物
アラン・タネールはジュネーヴ大学で経済学を専攻した。1951年、のちに映画監督となるクロード・ゴレッタが同大学に設立したばかりのシネクラブに加わった。大学を卒業し、海運会社でわずかの間働いたのち、彼は映画に惹かれていった。
1955年、英国映画協会に職をみつけ、字幕作成、翻訳、フィルム・アーカイヴの組織の仕事をした。最初の短篇映画『ピカデリーの夜 Nice Time』は、1957年、クロード・ゴレッタと共同監督によって、ロンドンの「フリー・シネマ」運動の一角として作られた。この処女作はヴェネツィア国際映画祭で賞を獲得し、たくさんの賞賛の批評を勝ち取った。
タネールは渡仏し、 いくつかの商業映画の助手をしばらくやっていた。同地では、パリのヌーヴェルヴァーグのもっとも重要な映画作家たちと出逢い、シネマテーク・フランセーズ館長のアンリ・ラングロワとも出逢った。批評家にはジャン＝リュック・ゴダールやロベール・ブレッソンの影響を指摘する者もいるが、パリの映画界の雰囲気は彼を不快にした。彼はそれを「殺人的（cutthroat）」と描写している。
1960年から1968年にかけて、タネールはスイスに戻って40本以上の映画をつくり、フランス語テレビ（テレヴィジオン・スイス・ロマンド、TSR）のためにドキュメンタリーをつくった。そのなかには1966年12月1日のフィレンツェの氾濫についての作品もあった。1962年、スイスの若手映画作家、ミシェル・ステー、クロード・ゴレッタ、ジャン＝ルイ・ロワ、ジャン＝ジャック・ラグランジュ（1971年脱退、イヴ・イェルサン加入）の集団「グループ5 Groupe  5」の共同創立者となった。
最初の長篇映画『どうなってもシャルル』（1969年）は、ロカルノ国際映画祭で金豹賞を受賞した。同年、同作にも出演しているフランシス・ロイセール監督の『Vive la mort』で撮影監督としてデビューした、ティチーノ州ベッリンツォーナ生まれのレナート・ベルタを起用、以降、『メシドール』（1979年）までのタネール映像を支えることとなる。
次作『サラマンドル』（主演ビュル・オジェ、1971年）、そして『ジョナスは2000年に25才になる』は、美術批評家で小説家のジョン・バージャーとの密なコラボレーションでつくられ、『どうなってもシャルル』の執筆では共同で作業をしていたが、その度合いは少なくなり、バージャーのクレジットもない。
2002年に『Fleurs de sang』で脚本を書き、共同監督をしたミリアム・メジエールは『ジョナスは2000年に25才になる』にも出演したパリ生まれのフランス女優で、『わが心の炎』（1987年）で共同脚本、『Le Journal de Lady M』では脚本を任せたタネール組の常連だった。
日本では1980年代に入ってさかんに紹介され、1985年にはアテネフランセ文化センターでの大々的な特集上映が組まれ、リアルタイムで商業公開された作家であった。ダニエル・シュミットや、当時日本で過去の全作品が上映されたフレディー・ムーラーとならんで重要な、ヌーヴェルヴァーグと同世代のスイス人作家だった。
2022年9月11日、死去。92歳没。

## フィルモグラフィー
- ピカデリーの夜 Picadilly la nuit 1957年 ＊共同監督クロード・ゴレッタ
- どうなってもシャルル Charles mort ou vif 1969年
- サラマンドル La Salamandre 1971年
- アフリカからの帰還 Le Retour d'Afrique 1973年
- 世界の中心 Le Milieu du monde 1974年
- ジョナスは2000年に25才になる Jonas qui aura 25 ans en l'an 2000 1976年
- メシドール Messidor　1979年
- 光年のかなた Les Années lumière 1981年
- 白い町で Dans la ville blanche 1983年
- わが心の炎 Une flamme dans mon coeur 1987年
- 幻の女 (1987年の映画)（フランス語版） La Vallée fantôme　1987年
- ローズヒルの女 La Femme de Rose Hill 1989年
- ロズモンドの話 Fourbi 1996年
- レクイエム Requiem 1998年

## 受賞・ノミネート
- 第24回ロカルノ国際映画祭金豹賞受賞 （『どうなってもシャルル』）
- 第21回ベルリン国際映画祭ニューシネマフォーラム部門OCIC賞受賞 （『サラマンドル』）
- 第23回ベルリン国際映画祭ニューシネマフォーラム部門インターフィルム賞、OCIC賞受賞 （『アフリカからの帰還』）
- 第14回全米批評家協会賞脚本賞（『ジョナスは2000年に25才になる』）
- 第29回ベルリン国際映画祭コンペティション部門出品 （『メシドール』）
- 第34回カンヌ国際映画祭審査員特別グランプリ受賞 （『光年のかなた』）
- 第9回セザール賞最優秀フランス語映画賞受賞 （『白い町で』）
- 第33回ベルリン国際映画祭コンペティション出品 （『白い町で』）